# Fed Cup 1998
Navigation
Édition précédente Édition suivante
La Fed Cup 1998 est la 36e édition du plus important tournoi de tennis opposant des équipes nationales féminines.
La finale, qui s'est tenue à Genève les 19 et 20 septembre, voit l'Espagne s'imposer face à la Suisse (trois points à deux).

## Organisation
La 36e édition de la Fed Cup se déroule selon l'organisation inaugurée en 1995.
Le groupe mondial I compte huit équipes qui s'affrontent par élimination directe en trois tours (avril, juillet et septembre).
Le groupe mondial II compte également huit équipes et le système de play-offs organise les promotions et relégations entre les groupes mondiaux et les groupes par zones géographiques. 
Chaque rencontre se joue au meilleur des cinq matchs, quatre simples et un double, organisés au domicile de l'une ou l'autre des équipes qui, sur un week-end, se rencontrent en face-à-face.

## Résultats

### Groupe mondial I
Le groupe mondial I compte huit équipes, les quatre demi-finalistes de l'édition précédente (têtes de série) et les quatre issues des play-offs I de l'année précédente.
Les équipes vaincues au premier tour disputent les play-offs I 1998.

#### Tableau
|  | 1/4 de finale 18 - 19 avril | 1/4 de finale 18 - 19 avril |            |         | 1/2 finale 25 - 26 juillet | 1/2 finale 25 - 26 juillet |        |   | Finale 19 - 20 septembre | Finale 19 - 20 septembre |
|  |                             |                             |            |         |                            |                            |        |   |                          |                          |
|  | Belgique                    | 2                           |            |         |                            |                            |        |   |                          |                          |
|  | France                      | 3                           |            |         |                            |                            |        |   |                          |                          |
|  | France                      | 3                           |            | France  | 0                          |                            |        |   |                          |                          |
|  |                             |                             |            | France  | 0                          |                            |        |   |                          |                          |
|  |                             |                             | Suisse     | 5       |                            |                            |        |   |                          |                          |
|  | République tchèque          | 1                           | Suisse     | 5       |                            |                            |        |   |                          |                          |
|  | République tchèque          | 1                           |            |         |                            |                            |        |   |                          |                          |
|  | Suisse                      | 4                           |            |         |                            |                            |        |   |                          |                          |
|  | Suisse                      | 4                           |            |         |                            |                            | Suisse | 2 |                          |                          |
|  |                             |                             |            |         |                            |                            | Suisse | 2 |                          |                          |
|  |                             | Espagne                     | 3          |         |                            |                            |        |   |                          |                          |
|  | Allemagne                   | Espagne                     | 3          | 2       |                            |                            |        |   |                          |                          |
|  | Allemagne                   |                             |            | 2       |                            |                            |        |   |                          |                          |
|  | Espagne                     | 3                           |            |         |                            |                            |        |   |                          |                          |
|  | Espagne                     | 3                           |            | Espagne | 3                          |                            |        |   |                          |                          |
|  |                             |                             |            | Espagne | 3                          |                            |        |   |                          |                          |
|  |                             |                             | États-Unis | 2       |                            |                            |        |   |                          |                          |
|  | États-Unis                  | 5                           | États-Unis | 2       |                            |                            |        |   |                          |                          |
|  | États-Unis                  | 5                           |            |         |                            |                            |        |   |                          |                          |
|  | Pays-Bas                    | 0                           |            |         |                            |                            |        |   |                          |                          |

#### Quarts de finale
| Belgique - France - 2 : 3 Expo Centre, Gand, Belgique 18 - 19 avril, Dur (int.) |                               |                                  |               |
| 1                                                                               | Sabine Appelmans              | Sandrine Testud                  | 3-6, 2-6      |
| 1                                                                               | Dominique Monami              | Sarah Pitkowski                  | 4-6, 6-4, 6-2 |
| 1                                                                               | Dominique Monami              | Sandrine Testud                  | 7-5, 7-6      |
| 1                                                                               | Sabine Appelmans              | Sarah Pitkowski                  | 6-4, 3-6, 1-6 |
| 1                                                                               | Els Callens Laurence Courtois | Alexandra Fusai Nathalie Tauziat | 4-6, 0-6      |

| République tchèque - Suisse - 1 : 4 Rondo Hall, Brno, République tchèque 18 - 19 avril, Moquette (int.) |                                     |                               |               |
| 2 | Jana Novotná                        | Patty Schnyder                | 3-6, 6-2, 6-3 |
| 2 | Adriana Gerši                       | Martina Hingis                | 2-6, 1-6      |
| 2 | Jana Novotná                        | Martina Hingis                | 6-4, 3-6, 2-6 |
| 2 | Adriana Gerši                       | Patty Schnyder                | 3-6, 3-6      |
| 2 | Denisa Chládková Ludmila Richterová | Martina Hingis Patty Schnyder | 0-6, 1-6      |

| Allemagne - Espagne - 2 : 3 Saarland Hall, Sarrebruck, Allemagne 18 - 19 avril, Moquette (int.) |                             |                               |               |
| 3                                                                                               | Andrea Glass                | Magüi Serna                   | 3-6, 7-6, 3-6 |
| 3                                                                                               | Jana Kandarr                | Conchita Martínez             | 6-1, 1-6, 7-5 |
| 3                                                                                               | Andrea Glass                | Conchita Martínez             | 3-6, 6-3, 6-2 |
| 3                                                                                               | Jana Kandarr                | Magüi Serna                   | 3-6, 4-6      |
| 3                                                                                               | Andrea Glass Wiltrud Probst | Conchita Martínez Magüi Serna | 4-6, 6-7      |

| États-Unis - Pays-Bas - 5 : 0 East Beach T.C., Kiawah Island, États-Unis 18 - 19 avril, Terre (ext.) |                                 |                              |          |
| 4 | Lindsay Davenport               | Amanda Hopmans               | 6-4, 6-1 |
| 4 | Monica Seles                    | Miriam Oremans               | 6-1, 6-2 |
| 4 | Lindsay Davenport               | Miriam Oremans               | 6-1, 6-2 |
| 4 | Monica Seles                    | Amanda Hopmans               | 6-1, 6-2 |
| 4 | Mary Joe Fernández Lisa Raymond | Manon Bollegraf Caroline Vis | 6-1 ab.  |

#### Demi-finales
| Suisse - France - 5 : 0 Tourbillon Stadium, Sion, Suisse 25 - 26 juillet, Terre (ext.) |                                     |                                  |               |
| 5                                                                                      | Martina Hingis                      | Julie Halard                     | 7-5, 6-1      |
| 5                                                                                      | Patty Schnyder                      | Amélie Mauresmo                  | 7-5, 2-6, 6-3 |
| 5                                                                                      | Martina Hingis                      | Amélie Mauresmo                  | 6-7, 6-4, 6-2 |
| 5                                                                                      | Patty Schnyder                      | Julie Halard                     | 6-3, 6-2      |
| 5                                                                                      | Emmanuelle Gagliardi Patty Schnyder | Alexandra Fusai Nathalie Tauziat | 2-6, 6-3, 6-3 |

| Espagne - États-Unis - 3 : 2 Campo Villa T.C., Madrid, Espagne 25 - 26 juillet, Terre (ext.) |                                   |                                 |                |
| 6                                                                                            | Arantxa Sánchez                   | Lisa Raymond                    | 6-7, 6-3, 6-0  |
| 6                                                                                            | Conchita Martínez                 | Monica Seles                    | 3-6, 6-3, 1-6  |
| 6                                                                                            | Arantxa Sánchez                   | Monica Seles                    | 4-6, 0-6       |
| 6                                                                                            | Conchita Martínez                 | Lisa Raymond                    | 7-6, 6-4       |
| 6                                                                                            | Conchita Martínez Arantxa Sánchez | Mary Joe Fernández Lisa Raymond | 6-4, 6-7, 11-9 |

#### Finale
| Suisse - Espagne - 2 : 3 Palexpo Hall, Genève, Suisse 19 - 20 septembre, Dur (int.) |                               |                                   |               |
| 7                                                                                   | Patty Schnyder                | Arantxa Sánchez                   | 2-6, 6-3, 2-6 |
| 7                                                                                   | Martina Hingis                | Conchita Martínez                 | 6-4, 6-4      |
| 7                                                                                   | Martina Hingis                | Arantxa Sánchez                   | 7-6, 6-3      |
| 7                                                                                   | Patty Schnyder                | Conchita Martínez                 | 3-6, 6-2, 7-9 |
| 7                                                                                   | Martina Hingis Patty Schnyder | Conchita Martínez Arantxa Sánchez | 0-6, 2-6      |

### Groupe mondial II
Le groupe mondial II compte huit équipes, les quatre vaincues en play-offs I l'année précédente et les quatre victorieuses en play-offs II l'année précédente.
Opposées une à une, les équipes victorieuses disputent les play-offs I et les équipes vaincues disputent les plays-offs II.
| Italie - Autriche - 3 : 2 Sports Palace, Foligno, Italie 18 - 19 avril, Moquette (int.) |                                 |                                |               |
| 1                                                                                       | Francesca Lubiani               | Barbara Schett                 | 1-6, 3-6      |
| 1                                                                                       | Silvia Farina                   | Barbara Schwartz               | 6-4, 3-6, 9-7 |
| 1                                                                                       | Silvia Farina                   | Barbara Schett                 | 6-7, 7-6, 6-2 |
| 1                                                                                       | Francesca Lubiani               | Sylvia Plischke                | 7-6, 1-6, 6-1 |
| 1                                                                                       | Laura Golarsa Francesca Lubiani | Sylvia Plischke Barbara Schett | 6-7, 5-7      |

| Australie - Russie - 2 : 3 Royal King's Park T.C., Perth, Australie 18 - 19 avril, Herbe (ext.) |                               |                                  |                 |
| 2                                                                                               | Kerry-Anne Guse               | Tatiana Panova                   | 6-4, 3-6, 3-6   |
| 2                                                                                               | Rachel McQuillan              | Ekaterina Sysoeva                | 6-2, 4-6, 10-12 |
| 2                                                                                               | Rachel McQuillan              | Tatiana Panova                   | 6-7, 3-6        |
| 2                                                                                               | Kerry-Anne Guse               | Ekaterina Sysoeva                | 4-6, 6-3, 7-5   |
| 2                                                                                               | Annabel Ellwood Rennae Stubbs | Anastasia Myskina Tatiana Panova | 6-2, 6-2        |

| Croatie - Japon - 4 : 1 Dubrovnik T.C., Dubrovnik, Croatie 25 - 26 avril, Terre (ext.) |                                 |                         |          |
| 3                                                                                      | Mirjana Lučić                   | Naoko Sawamatsu         | 6-3, 7-6 |
| 3                                                                                      | Iva Majoli                      | Yuka Yoshida            | 6-2, 6-2 |
| 3                                                                                      | Iva Majoli                      | Naoko Sawamatsu         | 6-2, 6-3 |
| 3                                                                                      | Mirjana Lučić                   | Yuka Yoshida            | 6-1, 6-2 |
| 3                                                                                      | Jelena Kostanić Dora Krstulovic | Rika Hiraki Nana Miyagi | 3-6, 3-6 |

| Argentine - Slovaquie - 1 : 4 Buenos Aires L.T.C., Buenos Aires, Argentine 18 - 19 avril, Terre (ext.) |                              |                                   |                |
| 4 | Mariana Díaz-Oliva           | Henrieta Nagyová                  | 2-6, 2-6       |
| 4 | Florencia Labat              | Karina Habšudová                  | 6-4, 3-6, 6-3  |
| 4 | Florencia Labat              | Henrieta Nagyová                  | 5-7, 4-6       |
| 4 | Mariana Díaz-Oliva           | Karina Habšudová                  | 6-3, 2-6, 9-11 |
| 4 | Florencia Labat Mercedes Paz | Karina Habšudová Janette Husárová | 6-3, 1-6, 4-6  |

### Play-offs I
Les play-offs I comptent huit équipes, les quatre vaincues au premier tour du groupe mondial et les quatre victorieuses du groupe mondial II.
Les équipes victorieuses sont promues dans le groupe mondial I de l'édition suivante. Les équipes vaincues sont reléguées dans le groupe mondial II de l'édition suivante.
| Slovaquie - Belgique - 4 : 1 Slovan Kerametal T.C., Bratislava, Slovaquie 25 - 26 juillet, Terre (ext.) |                                       |                              |               |
| 1 | Henrieta Nagyová                      | Sabine Appelmans             | 7-5, 6-4      |
| 1 | Karina Habšudová                      | Dominique Monami             | 6-2, 6-3      |
| 1 | Henrieta Nagyová                      | Dominique Monami             | 6-4, 6-3      |
| 1 | Karina Habšudová                      | Sabine Appelmans             | 6-2, 4-6, 7-5 |
| 1 | Janette Husárová Katarína Studeníková | Els Callens Dominique Monami | 5-7, 1-6      |

| Russie - Allemagne - 4 : 1 Druzhba T.C., Moscou, Russie 25 - 26 juillet, Dur (int.) |                                        |                          |          |
| 2                                                                                   | Tatiana Panova                         | Andrea Glass             | 6-3, 6-1 |
| 2                                                                                   | Elena Makarova                         | Anke Huber               | 6-1, 7-6 |
| 2                                                                                   | Tatiana Panova                         | Anke Huber               | 7-5, 6-3 |
| 2                                                                                   | Elena Makarova                         | Andrea Glass             | 6-4, 6-1 |
| 2                                                                                   | Evgenia Kulikovskaya Ekaterina Sysoeva | Meike Babel Jana Kandarr | 4-6, 2-6 |

| Croatie - Pays-Bas - 3 : 2 Zlatni Rat T.C., Bol, Croatie 25 - 26 juillet, Terre (ext.) |                                |                              |               |
| 3                                                                                      | Silvija Talaja                 | Miriam Oremans               | 6-3, 6-3      |
| 3                                                                                      | Iva Majoli                     | Amanda Hopmans               | 1-6, 0-6      |
| 3                                                                                      | Iva Majoli                     | Miriam Oremans               | 6-2, 6-2      |
| 3                                                                                      | Silvija Talaja                 | Amanda Hopmans               | 6-2, 6-3      |
| 3                                                                                      | Jelena Kostanić Silvija Talaja | Manon Bollegraf Caroline Vis | 4-6, 6-3, 6-7 |

| République tchèque - Italie - 1 : 4 National Centre, Prague, République tchèque 25 - 26 juillet, Terre (ext.) |                                    |                                  |               |
| 4 | Radka Bobková                      | Silvia Farina                    | 0-6, 4-6      |
| 4 | Květa Hrdličková                   | Rita Grande                      | 6-7, 6-4, 4-6 |
| 4 | Květa Hrdličková                   | Silvia Farina                    | 2-6, 1-6      |
| 4 | Radka Bobková                      | Rita Grande                      | 2-6, 6-3, 7-6 |
| 4 | Lenka Němečková Michaela Paštiková | Francesca Lubiani Flora Perfetti | 2-6, 6-4, 5-7 |

### Play-offs II
Les play-offs II comptent huit équipes, quatre issues des groupes par zones géographiques et les quatre vaincues dans les play-offs I.
Les équipes victorieuses sont promues dans le groupe mondial II de l'édition suivante. Les équipes vaincues sont reléguées dans les groupes par zones géographiques de l'édition suivante.
| Autriche - Pologne - 5 : 0 Salzburg-Bergheim T.C., Bergheim, Autriche 25 - 26 juillet, Terre (ext.) |                                |                                  |               |
| 1                                                                                                   | Sylvia Plischke                | Magdalena Grzybowska             | 6-2, 3-6, 6-0 |
| 1                                                                                                   | Barbara Schett                 | Aleksandra Olsza                 | 4-6, 6-0, 6-3 |
| 1                                                                                                   | Barbara Schett                 | Magdalena Feistel                | 6-0, 6-2      |
| 1                                                                                                   | Sylvia Plischke                | Aleksandra Olsza                 | 6-0, 6-1      |
| 1                                                                                                   | Sylvia Plischke Barbara Schett | Magdalena Feistel K. Teodorowicz | 6-4, 6-0      |

| Biélorussie - Venezuela - 4 : 1 National Centre, Minsk, Biélorussie 25 - 26 juillet, Dur (int.) |                                          |                                     |               |
| 2                                                                                               | Olga Barabanschikova                     | María Vento-Kabchi                  | 6-2, 6-2      |
| 2                                                                                               | Natasha Zvereva                          | Milagros Sequera                    | 6-1, 6-2      |
| 2                                                                                               | Natasha Zvereva                          | María Vento-Kabchi                  | 3-6, 6-3, 4-6 |
| 2                                                                                               | Olga Barabanschikova                     | Milagros Sequera                    | 6-3, 6-2      |
| 2                                                                                               | Olga Barabanschikova Nadejda Ostrovskaya | Milagros Sequera María Vento-Kabchi | 7-5, 6-3      |

| Australie - Argentine - 5 : 0 AIS Arena, ACT, Australie 25 - 26 juillet, Moquette (int.) |                                  |                             |               |
| 3                                                                                        | Jelena Dokić                     | Mariana Díaz-Oliva          | 6-2, 6-2      |
| 3                                                                                        | Nicole Pratt                     | Celeste Contin              | 6-2, 6-4      |
| 3                                                                                        | Nicole Pratt                     | Mariana Díaz-Oliva          | 6-3, 3-6, 6-4 |
| 3                                                                                        | Jelena Dokić                     | Laura Montalvo              | 6-3, 6-2      |
| 3                                                                                        | Kerry-Anne Guse Rachel McQuillan | Erica Krauth Laura Montalvo | 6-4, 6-3      |

| Corée du Sud - Japon - 1 : 4 Jang Choong Centre, Séoul, Corée du Sud 25 - 26 juillet, Terre (ext.) |                          |                            |               |
| 4                                                                                                  | Kim Eun-ha               | Miho Saeki                 | 6-2, 4-6, 4-6 |
| 4                                                                                                  | Choi Ju-yeon             | Ai Sugiyama                | 1-6, 1-6      |
| 4                                                                                                  | Kim Eun-ha               | Ai Sugiyama                | 4-6, 5-7      |
| 4                                                                                                  | Cho Yoon-jeong           | Miho Saeki                 | 4-6, 3-6      |
| 4                                                                                                  | Choi Young-ja Kim Eun-ha | Naoko Kijimuta Nana Miyagi | 6-2, 7-6      |